# Making Your Mind Up
"Making Your Mind Up" är det bidrag som den brittiska popgruppen Bucks Fizz framförde för Storbritannien i Eurovision Song Contest 1981. Melodin segrade, och påbörjade en framgångsrik popkarriär för gruppen som varade fram till 1986. Sången var #1 på den brittiska singellistan under tre veckor i april 1981. Titeln har också namngivit den nuvarande brittiska uttagningen till Eurovision Song Contest.
Även om sångtexten ofta bedöms som meningslös, menar många att den handlar om att fatta rätt beslut för ett seriöst förhållande.
1981 spelade även det svenska dansbandet Curt Haagers in melodin, på sitt album "Santa Maria", som "Du hänger väl med opp". Med denna text spelades låten under 1981 även in av svenska dansband som Ingmar Nordströms på albumet Saxparty 8  och Thorleifs på albumet Johnny Blue. På Svensktoppen var det Curt Haagers som fick in sin version, där den låg i åtta veckor under perioden 10 maj-20 september 1981.
En annan text på svenska, Jag är förlorad, skrevs av Camilla Andersson och spelades 2009 in av det svenska dansbandet Scotts på albumet Längtan.

## Listplaceringar
| Lista (1981)      | Topplacering |
| ----------------- | ------------ |
| Storbritannien    | 1            |
| Republiken Irland | 1            |
| Österrike         | 1            |
| Nederländerna     | 1            |
| Belgien           | 1            |
| Spanien           | 1            |
| Israel            | 1            |
| Danmark           | 1            |
| Sverige           | 2            |
| Norge             | 2            |
| Nya Zeeland       | 3            |
| Schweiz           | 3            |
| Västtyskland      | 5            |
| Australien        | 6            |
| Sydafrika         | 7            |

### Fotnoter
1. ↑  Information i Svensk mediedatabas.
2. 1 2  Information i Svensk mediedatabas.
3. ↑  ”Svensktoppen”. 25 februari 1981. http://sverigesradio.se/Diverse/AppData/Isidor/files/2023/3479.txt. Läst 29 maj 2011.
4. ↑  Information i Svensk mediedatabas.
5. ↑  Listplacering
6. ↑  Listplacering
7. ↑  Listplacering
8. ↑  ”Arkiverade kopian”. Arkiverad från originalet den 12 oktober 2012. https://web.archive.org/web/20121012152908/http://charts.org.nz/showitem.asp?interpret=Bucks+Fizz&titel=Making+Your+Mind+Up&cat=s. Läst 16 juni 2010.
9. ↑  Australian Chart Book, 1970-1992
10. ↑  South African Charts